# Bydgoszcz
Bydgoszcz (tyska och äldre svenska: Bromberg; latin Bidgostia) är en stad med powiaträttigheter i norra Polen. Den är säte för vojvoden och dess underordnade enheter och är den största staden i Kujavien-Pommerns vojvodskap (provins). Staden är belägen vid mötet av fyra makroregioner i de södra Östersjöområdena, vid Brdafloden (äldre svenska Brahe) och Bydgoszczkanalen, gränsar den till Wisła från öster, som genom Fordon-kanjon svänger mot Östersjön. Staden ligger delvis i Brdaflodens glaciärdal. Den sträcker sig från Notećfloden (Netze) åkrar till floden Wisła, där floden Brda rinner ut. På södra och norra sidan finns det bergsområden.
Bydgoszcz är en av de största städerna i Polen, den ligger på 8:e plats när det gäller befolkning (337 666 invånare den 31 december 2021), tillsammans med förorter beräknas till 530 000 (Metropolia Bydgoska). 
Staden är ett stort centrum för industri, handel och logistik, samt en knutpunkt för vägtransport, järnväg och inre vattenvägar. Staden har den internationella Ignacy Jan Paderewski flygplatsen och en flodhamn. Bydgoszcz är ett av de viktigaste nationella centra för IT-branschen och Business Process Outsourcing / Share Service Center. Pommerns särskilda ekonomiska zon har upprättats i Bydgoszcz Industrial and Technological Park.
Bydgoszcz är också ett akademiskt, vetenskapligt och kulturellt centrum. Cirka 35 000 personer studerar vid 15 universitet och högskolor. Det finns bland annat en opera, en filharmonisk sal, teatrar, biografer, museer, konstgallerier, orkestrar och musikgrupper, cirka 100 kulturevenemangen och festivaler hålls årligen. Förutom historiska monument framhävs Bydgoszczs turistattraktionskraft av de naturliga flod- och kanalkajerna med boulevarder, Mlynska Ön och ett stort antal byggnadsminnen från sekelskiftet. Sedan 2010 har globala turistwebbplatser rekommenderat Bydgoszcz bland de 10 bästa destinationerna i Polen. Det finns en stor militär garnison i staden och högkvarteret för de flesta Nato-institutioner som finns i Polen. Bydgoszcz är också säte för det romersk-katolska stiftet, medlem i Unionen av de polska metropoler, Eurocities, Föreningen för kung Casimir den Store städerna, säte för 9 honorärkonsulat.
Bydgoszcz stad bildar tillsammans med Bydgoszczs powiat (län) och de omgivande kommunerna en tätort (Bydgoszcz funktionella område), som bebos av cirka 600 000 människor. Staden utmärker sig av bland annat Bydgoszczs Vattenknut (korsning av flera viktiga vattendrag) och den största stadsparken i Polen, Skogsparken för kultur och rekreation "Myślęcinek". Den är omgiven av stora skogskomplex, Puszcza Bydgoska (Bydgoszczs Skog) från söder och Bory Tucholskie (Tucholaskogen) från norr. På grund av gynnsamma natur- och träningsförhållanden (Brdafloden, regattabana, vatteninfrastruktur, Bydgostia kanotklubb och andra klubbar) anses staden vara "huvudstaden för polsk rodd". Från 1928 vann Bydgoszcz-idrottare (främst roddare och kanotister, såväl som idrottare) 32 olympiska medaljer, vilket utgör över 10% av alla medaljer som polacker vann vid olympiska sommarspelen. Sedan 1999 har ett antal internationella idrottsevenemang hållits i Bydgoszcz, vars bas är bland annat Zdzisław Krzyszkowiaks Stadsstadion och Łuczniczka-arenan.
Den kungliga staden, som grundades 1346, låg i provinsen Inowrocław på 1500-talet. Bydgoszcz var säte för myndigheterna i Netzedistriktet, Regierungsbezirk Bromberg, efter 1920 blev en del av Poznanprovinsen och från 1945 Bydgoszczprovinsen. Stadens beskyddare är biskoparna av St. Mårten och St. Nikolaus. Stadens helgdag är den 19 april, till minne av beviljandet av stadsrättigheter till Bydgoszcz 1346. Den historiska stadskärnan, Stary Rynek (Gamla Torget) ligger exakt på den 18:e meridianen av östlig longitud, precis som Stockholm och Kapstaden.
Bydgoszcz har en viktig radiostation, ett TV-centrum, och är utgivningsort för tre dagstidningar: Gazeta Pomorska, Express Bydgoski och en regional edition av Gazeta Wyborcza.

## Historia

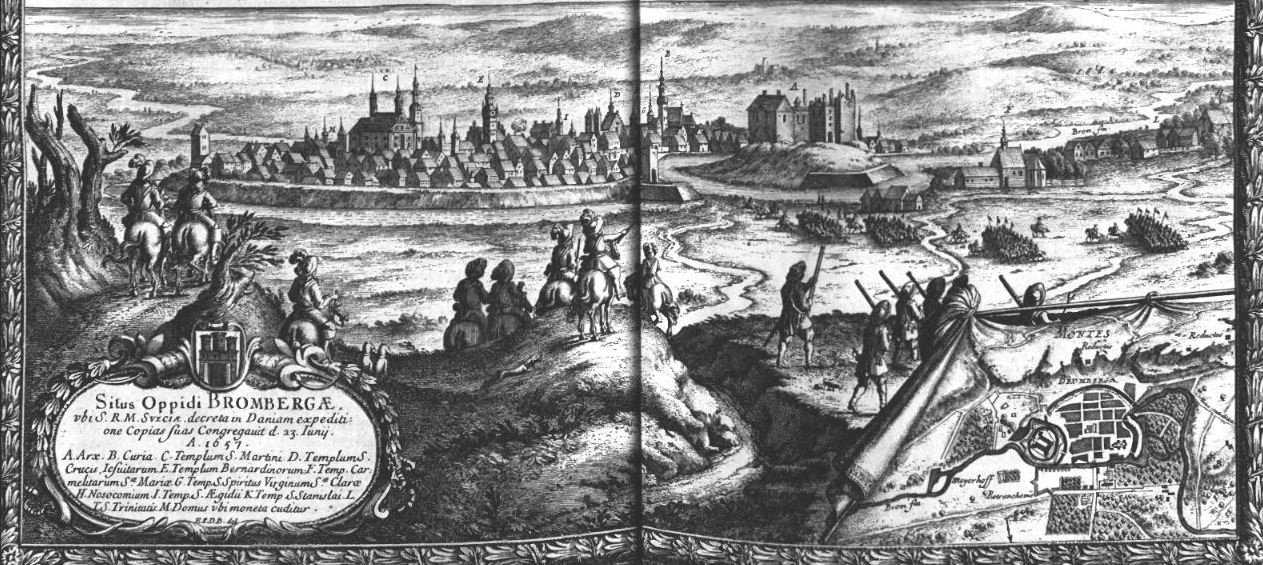
Panorama över Bydgoszcz från 1657 av Erik Dahlberg.

Bydgoszcz anlades som polskt kastell på 1000-talet och fick 1346 tysk stadsrätt, förstördes av Tyska orden 1409, men återställdes 1425 och blev snart därefter en av Polens viktigaste handelsstäder. 1656 intogs det av svenskarna under Karl Gustaf Wrangel, men utrymdes redan följande år. 6 november 1657 slöts där mellan Brandenburg och Polen det så kallade Brombergfördraget, som kompletterade fördraget i Wehlau den 19 september 1657. Vid Polens första delning 1772 kom Bydgoszcz till Preussen, som förlorade stad och område genom freden i Tilsit 1807, men återfick det 1815. 
Under preussiskt styre hette staden Bromberg och blev huvudort i regeringsområdet Bromberg i provinsen Posen. 1900 hade staden 52 204 invånare, däribland 15 663 katoliker. Efter första världskriget tillföll staden Polen.

## Vänorter
- Tjerkasy, Ukraina
- Hartford, USA
- Krementjuk, Ukraina